# Tiếng Man
Tiếng Man (tên bản địa Gaelg or Gailck, phát âm [ɡilg] hay [ɡilk]), cũng được gọi là tiếng Gael Man, là một ngôn ngữ Celt nhánh Goidel của hệ ngôn ngữ Ấn-Âu, về mặt lịch sử từng được nói bởi người Man. Chỉ một thiểu số người trên đảo Man có thể nói lưu loát ngôn ngữ này, nhưng số đông hơn có hiểu biết về nó. Tiếng Man là một phần quan trọng của văn hóa và di sản đảo Man. Dù Ned Maddrell, người cuối cùng nói tiếng Man như tiếng mẹ đẻ, đã mất vào năm 1974, ngôn ngữ này chưa bao ngờ hoàn toàn bị loại bỏ. Nhờ nhiều cố gắng để phục hồi, tiếng Man đã trở nên phổ biến hơn trên đảo, nhiều đài phát thanh, biển thông báo và một trường tiểu học song ngữ đã xuất hiện. Sự phục hồi tiếng Man đạt được là do có tài liệu lưu giữ; ví dụ, Kinh Thánh đã được dịch sang tiếng Man.

## Tên gọi

### Tên bản địa/nội danh
Trong tiếng Man, nó được gọi là Gaelg hay Gailck, những từ cùng gốc với từ "Gael". Những ngôn ngữ chị em tiếng Ireland và tiếng Gael Scotland dùng lần lượt nội danh Gaeilge (biến thể vùng miền Gaoluinn, Gaedhlag, Gaelge và Gaelic) và Gàidhlig. Như hai tiếng trên, tên ngôn ngữ hay đi cùng với mạo từ xác định: y Ghaelg hayy Ghailck (tiếng Ireland an Ghaeilge, tiếng Scotland a' Ghàidhlig).

## Số người nói
| Năm  | Số người nói tiếng Man                            | Số người nói tiếng Man                            | Dân số đảo Man                                    |
| Năm  | Tổng cộng                                         | % dân số đảo                                      | Dân số đảo Man                                    |
| ---- | ------------------------------------------------- | ------------------------------------------------- | ------------------------------------------------- |
| 1874 | 16,200                                            | 30%                                               | 54,000 (1871)                                     |
| 1901 | 4,419                                             | 8.1%                                              | 55,000                                            |
| 1911 | 2,382                                             | 4.8%                                              | 52,000                                            |
| 1921 | 896                                               | 1.5%                                              | 60,000                                            |
| 1931 | 529                                               | 1%                                                | 49,000                                            |
| 1951 | 275                                               | 0.5%                                              | 55,000                                            |
| 1974 | Người cuối cùng nói tiếng Man như tiếng mẹ đẻ mất | Người cuối cùng nói tiếng Man như tiếng mẹ đẻ mất | Người cuối cùng nói tiếng Man như tiếng mẹ đẻ mất |
| 1991 | 650                                               | 0.9%                                              | 71,000                                            |
| 2001 | 1,500                                             | 1.9%                                              | 78,000                                            |
| 2011 | 1,650                                             | 1.9%                                              | 86,000                                            |
| 2015 | 1,800                                             | 2%                                                | 88,000                                            |